# En Film om Heste
|  | Denne artikel er oprettet af botten Steenthbot ud fra en ekstern database. Den kan derfor have sproglige fejl eller mangler. Denne skabelon kan fjernes efter kontrol af indholdet. |

En Film om Heste er en dansk dokumentarisk optagelse fra 1937.

## Handling
1) Trækprøver med forskellige hesteracer forspændt en lastbil, som trækker modsat. Også optaget i slowmotion, så man ser, hvordan hestene bruger deres trækmuskler. Måske optaget i Tyskland.
2) Hestesalg og fremvisning på Ny Toftegård, Ølstykke, marts 1936.
3) Ridestævne på Ny Toftegård, Ølstykke, 1937.